# Spoelvorm

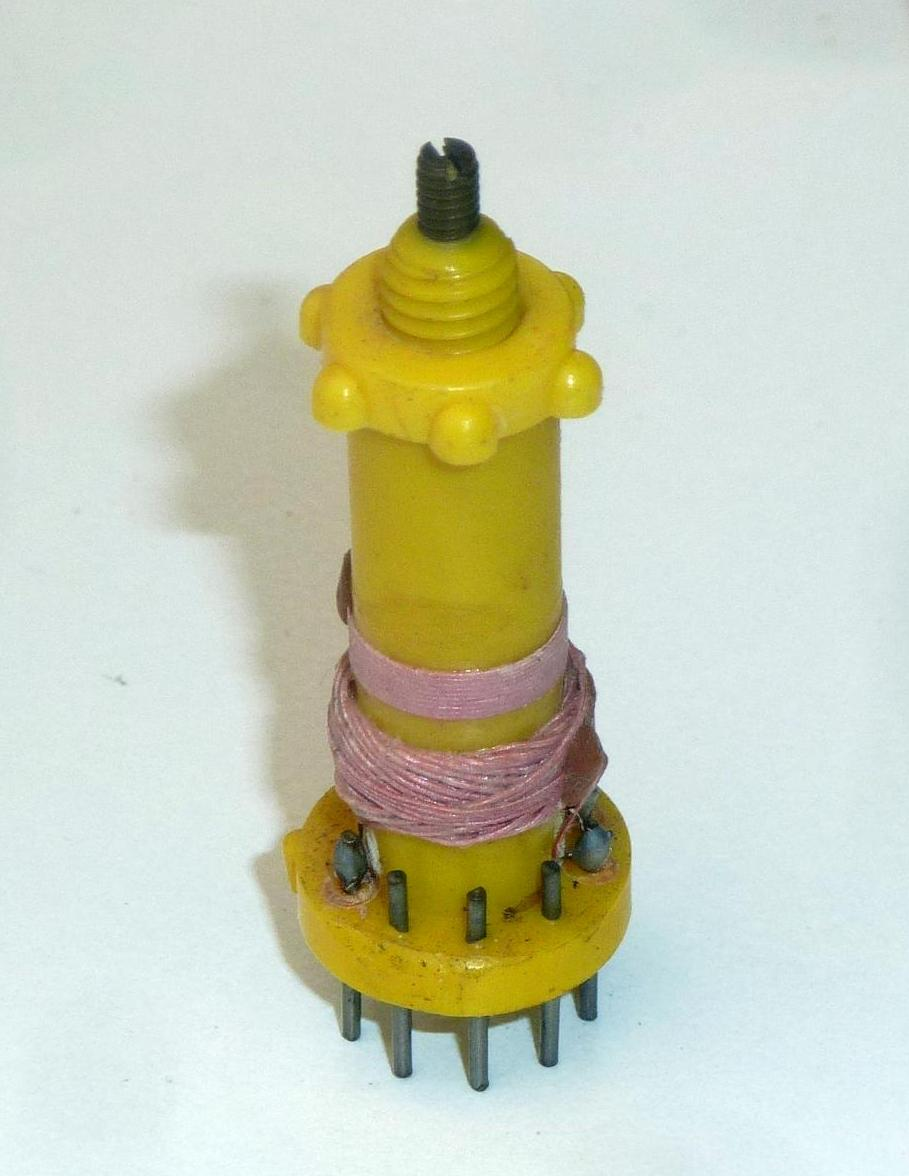
Spoelvorm (geel)

Een spoelvorm is een mal waaromheen een draad van koper of een ander elektriciteit geleidend metaal wordt gewikkeld waarna deze samenstelling indien gewenst om een ferromagnetische kern kan worden geschoven. Het geheel van kern, spoelvorm en wikkelingen vormt een smoorspoel of een andere elektrische spoel, zoals die van een relais. Twee magnetisch gekoppelde spoelen vormen een transformator.
De spoelvorm is van karton of kunststof gemaakt en dient:
- om het wikkelen eenvoudig te maken, zonder dat de kern in de weg zit;
- als elektrische isolatie.

De spoelvorm heeft vaak een U-vormige doorsnede zodat een goot ontstaat waar de wikkelingen in komen te liggen. Soms is de vorm in compartimenten onderverdeeld om zo een betere elektrische isolatie tussen meerdere wikkelingen te verkrijgen.
Een solenoïde is een spoel zonder spoelvorm.